# Hans Ludwig von Arnim
Hans Ludwig Hermann Konstantin von Arnim, der sich meist Hans von Arnim nannte (* 12. Oktober 1889 in Willmine; † 9. Juni 1971 in Berlin), war ein deutscher Beamter, Kirchenfunktionär, Politiker und Autor. Er war in der Zeit des Nationalsozialismus Mitglied der Bekennenden Kirche und wurde nach 1945 Präsident des Evangelischen Konsistoriums in der Mark Brandenburg.

## Leben und familiäres Umfeld
Hans Ludwig von Arnim entstammte dem Zweig Kraatz der Linie Zehdenick seines in Brandenburg weitverbreiteten Geschlechts. Seine Eltern waren der Kgl. preuß. Geheime Regierungsrat und Landrat Ludwig Gustav Otto Gotthelf von Arnim (1860–1936), Gutsherr auf Willmine, Arnimswalde und Klein-Fredenwalde, Landkreis Templin, und Helene von Gehring (1858–1933). Seit 1921 war er verheiratet mit Elisabeth Charlotte von Sack (1892–1992).

### Berufliche Laufbahn
Hans von Arnim studierte ab 1909 Jura an den Universitäten Göttingen, Kiel, Grenoble und Straßburg. 1909 wurde er Mitglied des Corps Saxonia Göttingen. Er legte beide juristischen Staatsexamina ab und promovierte zum Dr. juris. Während des Ersten Weltkrieges war er von 1915 bis 1918 in der Zivilverwaltung im besetzten Belgien tätig, vor allem in Brüssel in der „flamenpolitischen Abteilung“. Nach dem Krieg war er Regierungsrat im Staatsdienst, bis er 1927 in den Dienst der Evangelischen Kirche der altpreußischen Union trat, in deren Verwaltung er rasch aufstieg. Ab 1928 war er Konsistorialrat, ab 1936 Oberkonsistorialrat (und als solcher mit der Wahrnehmung der Geschäfte des Präsidenten beauftragt), von 1945 bis 1960 Präsident des Konsistoriums zu Berlin der altpreußischen Kirchenprovinz Brandenburg bzw. ab 1948 der Evangelischen Kirche in Berlin-Brandenburg.

### Politische und verbandspolitische Tätigkeiten
Hans von Arnim wurde 1945 auch politisch aktiv. So trat er der CDU bei und wurde Mitglied des Gründungsausschusses dieser Partei. Gleichzeitig engagierte er sich in Gremien der evangelischen Kirche. Er war vorher schon stellvertretender Vorsitzender der evangelischen Judenmission gewesen; jetzt war er auch Mitglied des evangelischen Ausschusses Für Israel. Er bemühte sich, den Zusammenhalt der Westberliner Kirchenorganisation mit den brandenburgischen Gemeinden seines Sprengels zu stärken und wurde deshalb auch Mitglied im Domkapitelkollegium für den im Ostteil der geteilten Stadt liegenden Berliner Dom. Daneben leitete er ab 1947 als Vorsitzender die Disziplinarkammer der Evangelischen Kirche in Berlin-Brandenburg. Im Verein zur Errichtung Evangelischer Krankenhäuser in Berlin und in der Bauhütte christlicher Künste war er Vorsitzender. 

### Schriftstellerische Tätigkeit
Neben juristischen Schriften zum Kirchenrecht war Hans von Arnim auch als Biograf bedeutender Persönlichkeiten aus dem preußisch-protestantischen Bereich tätig, wobei er die christlichen Bezüge und die altpreußische Haltung der von ihm beschriebenen Personen hervorhob. Von Arnim, der nicht in die NSDAP eintrat, charakterisierte seine nach 1918 verfassten Schriften in einer Rechtsfertigungserklärung gegenüber der Reichsschrifttumskammer 1938 zutreffend selbst als republikfeindlich.

## Ehrungen
Hans Ludwig von Arnim wurde mit dem Großen Verdienstkreuz des Verdienstordens der Bundesrepublik Deutschland ausgezeichnet. Er war außerdem Rechtsritter des Johanniter-Ordens.

## Veröffentlichungen (Auswahl)
- Die jüngste Rechtsprechung des Reichsgerichts über den Betrug bei unsittlichen Rechtsgeschäften. Weidmannsche Buchhandlung, Berlin 1913 (Assessorarbeit).
- Freiherr vom Stein. In: Hans von Arnim (Hrsg.): Deutsche Kämpfer. Berlin [u. a.] 1924, S. 242–270.[7]
  - Deutschlands Erwecker. Kampf und Werk des Freiherrn Karl vom Stein. Oskar Franz Hübner Verlag, Berlin 1931 (Buchausgabe 1932).[8]
  - Freiherr vom Stein, ein christlicher Staatsmann. Überarb. Neuausg. der Ausgabe von 1924, Berlin (West) 1950.[7]
- (Hrsg. mit Georg von Below): Deutscher Aufstieg. Bilder aus der Vergangenheit und Gegenwart der rechtsstehenden Parteien. Franz Schneider Verlag, Berlin 1925 (2. Aufl.: Deutschnationale Köpfe. Charakterbilder aus der Vergangenheit und Gegenwart der rechtsstehenden Parteien. Franz Schneider Verlag, Leipzig 1928)
- Das Disziplinargesetz der Evangelischen Kirche in Deutschland vom 11. März 1955 sowie die Verordnung der Evangelischen Kirche der Union über das Disziplinarrecht vom 14. Mai 1956 nebst den Überleitungsgesetzen der Gliedkirchen. De Gruyter, Berlin 1960 (Kommentarwerk).
- Theodor Wenzel, ein Leben in christlicher Liebe in der Wende der Zeit. Wichern-Verlag, Berlin 1960.
- Christliche Gestalten neuerer deutscher Dichtung. Wichern-Verlag, Berlin 1961, 1968, 1972.
- Bettina von Arnim. Haude & Spener, Berlin 1963.
- Louis Ferdinand, Prinz von Preußen (Berlinische Reminiszenzen, Band 10). Haude & Spener, Berlin 1966.
- Vom Staatsdienst zur Kirche. Rückblick auf vier Epochen deutscher Geschichte. Christlicher Zeitschriftenverlag, Berlin 1968 (Erinnerungen).
- Königin Luise. Haude & Spener, Berlin 1969.

## Mitgliedschaften (Auswahl)
- Paul-Ernst-Gesellschaft